# TOCA Touring Cars
Die Computerspielserie TOCA Touring Cars umfasst drei Rennspiele aus dem Hause Codemasters, die um die Jahrtausendwende Referenz in ihrem Untergenre (Tourenwagenrennspiele) waren, bevor die DTM-Race-Driver-Reihe aus demselben Hause sie ablöste.

## Übersicht
TOCA Touring Cars ist eine der bekanntesten Tourenwagenspielserien. Die Spiele enthalten unter anderem Rennstrecken wie beispielsweise Brands Hatch, Silverstone Circuit, Oulton Park, Donington Park, Knockhill Racing Circuit, Thruxton Circuit, Croft Circuit oder Snetterton Circuit. Als Spielmodi stehen vollständige Meisterschaften in bekannten Rennklassen wie Supertourenwagen, Formel Ford und vielen weiteren zur Auswahl, wobei es möglich ist, die Supertourenwagen-Meisterschaft in verschiedenen Rennställen wie Nissan, Audi, Peugeot, Honda, Volvo, Ford, Vauxhall oder auch Renault zu absolvieren. Das Spiel verfügt über ein realistisches Schadensmodell und eine künstliche Intelligenz der Computerfahrer. Es stehen drei verschiedene Schwierigkeitsgrade zur Auswahl. Zum ersten Mal kamen, wenn auch nur rudimentär, spielentscheidende soziale Beziehungen in ein Computerspiel: Gegnerische Fahrer ließen sich gezielt mit Remplern gegen sich aufbringen. Eine Multiplayer-Funktion ist sowohl im Netzwerk als auch im Internet verfügbar.

## Erhältliche Versionen
- TOCA Touring Car Championship alias TOCA Championship Racing (1998, für PC und PlayStation)
- TOCA 2 Touring Cars alias TOCA 2 Touring Car Challenge (1999, für PC und PlayStation)
- TOCA World Touring Cars alias Jarrett & Labonte Stock Car Racing (2000, für PlayStation)

Nachfolger der Serie ist die Race-Driver-Serie, deren erster Teil in Deutschland zwar DTM Race Driver hieß, in England dagegen als TOCA Race Driver verkauft wurde.